# Campeonato Mundial de Rugby M19 de 1972
El Campeonato Mundial de Rugby M19 de 1972 se disputó en Italia y fue la cuarta edición del torneo en categoría M19.

## Equipos participantes
- Selección juvenil de rugby de Alemania Occidental
- Selección juvenil de rugby de Bélgica
- Selección juvenil de rugby de Checoslovaquia
- Selección juvenil de rugby de España
- Selección juvenil de rugby de Francia
- Selección juvenil de rugby de Italia
- Selección juvenil de rugby de Marruecos
- Selección juvenil de rugby de Rumania

## Posiciones finales
| Pos | Equipo              |
| --- | ------------------- |
|     | Rumania             |
|     | España              |
|     | Francia             |
| 4   | Checoslovaquia      |
| 5   | Italia              |
| 6   | Marruecos           |
| 7   | Alemania Occidental |
| 8   | Bélgica             |

### Campeón
| Bandera de Rumania |
| Campeón Rumania    |
| Primer título      |